# Kalimba de Luna
Kalimba de Luna je píseň italského hudebníka Tonyho Esposita, která vyšla v roce 1984 jako singl z jeho alba Il grande esploratore. Ve švýcarské hitparádě dosáhla 6. místa.
Pro německý trh převzala píseň téměř okamžitě skupina Boney M., která ji rovněž vydala roku 1984 jakožto singl z alba Ten Thousand Lightyears. Verze Boney M. dosáhla v německé hitparádě nejvýše 16. příčky. Ve videoklipu písně je nasnímán nový člen skupiny Reggie Tsiboe. V pozadí zpívá producent Frank Farian, Amy Goff, Elaine Goff a vokální skupina La Mama.

## Vydání (Boney M.)
7" singl
- "Kalimba de Luna" – 4:31 / "10.000 Lightyears" (Kawohl, Björklund, Farian, Bischof) – 4:29 (Hansa 106 760-100, Německo)

12" singl
- "Kalimba de Luna" (Club Mix) 7:07 / "10.000 Lightyears" – 4:29 (Hansa 601 470-213, Německo)
- "Kalimba de Luna" (US Club Mix) 9:15 / "Kalimba de Luna" (Dub Mix) – 6:40 (Hansa 601 532-213, Německo)

## Česká coververze
Pod názvem „Kalíme jak duha“ s textem Lou Fanánka Hagena ji v roce 2001 natočilo duo Těžkej Pokondr.